# Ture Rangström
Ture Rangström (ur. 30 listopada 1884 w Sztokholmie, zm. 11 maja 1947 tamże) – szwedzki kompozytor.

## Życiorys
Był synem Johana i Charlotty. Uczył się w szkołach w Östermalm i Norrmalm, później studiował w Niemczech, ucząc się kompozycji u Hansa Pfitznera w Berlinie i śpiewu u Juliusa Heya w Monachium. 

## Twórczość
Od 1910 zajmował się komponowaniem utworów instrumentalnych, w latach 20. zaczął tworzyć również utwory wokalne. Komponował symfonie, poematy symfoniczne, utwory kameralne, fortepianowe, opery i pieśni. Duży wpływ na jego twórczość wywarła szwedzka i duńska poezja, m.in. twórczość Gustafa Frödinga, Jørgena-Frantza Jacobsena i Holgera Drachmanna.